# Bitwa pod Batohem
Bitwa pod Batohem – bitwa pomiędzy wojskami polskimi, dowodzonymi przez hetmana polnego Marcina Kalinowskiego, a wojskami kozackimi Bohdana Chmielnickiego, wspomaganymi przez Tatarów, która rozegrała się 1–2 czerwca 1652 na uroczysku Batoh. Zakończona klęską wojsk polskich, a 3500 pojmanych polskich żołnierzy zostało, na rozkaz Chmielnickiego, wymordowanych przez Kozaków i nogajskich Tatarów. Łącznie zginęło ok. 8,5 tys. Polaków. Z tego powodu Batoh bywa obecnie nazywany sarmackim Katyniem.

## Wprowadzenie
Hetman kozacki Bohdan Chmielnicki w 1652 roku zdecydował się na przemarsz do Mołdawii w celu oderwania od sojuszu z Polską tamtejszego hospodara Bazylego Lupu. Ponadto zamierzał połączyć małżeństwem swego syna Tymofieja z córką tego władcy – Rozandą.
Plan ten miał udaremnić ówczesny wódz armii koronnej, hetman polny Marcin Kalinowski, który w maju 1652 roku ogłosił koncentrację wojsk w celu powstrzymania pochodu Kozaków i towarzyszących im Tatarów krymskich. Na miejsce zgrupowania wyznaczono wały dawnego obozu na uroczysku Batoh nad rzeką Boh, koło wsi Czetwertynówki (błąd polegał na utraceniu elementu zaskoczenia wroga). Sam obóz ulokowano w miejscu z natury obronnym i jak się wydaje, miał on służyć za bazę dla dalszych działań operacyjnych. Samuel Wieliczko zanotował, iż Polacy byli tak pewni siebie, że nie wzmocnili wałów, nie znali siły nieprzyjaciela i nie wierzyli w nadejście Tatarów.
Ze względu na szczupłość przekazów źródłowych, trudno oszacować liczebność walczących po obu stronach wojsk. Część chorągwi koronnych nie wykonała rozkazu wodza i nie stawiła się w obozie, co wiązało się zarówno z niepopularnością hetmana Kalinowskiego wśród podkomendnych, jak i z niewypłacaniem zaległego żołdu (wskutek zerwania Sejmu przez Sicińskiego).

## Bitwa

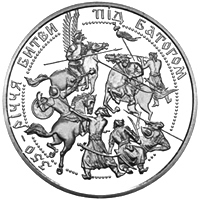
Ukraińska moneta jubileuszowa o nominale 5 hrywien emitowana w 2002 roku z okazji 350. rocznicy bitwy

Złe dowodzenie i bierność wojsk w obozie doprowadziły do tego, że nieprzyjaciel bez trudu przekroczył brodami Boh, w ten sposób dokonując okrążenia. 1 czerwca 1652 roku doszło do pierwszych walk Polaków z Tatarami, w których jazda polska skutecznie ich odparła, choć trzy chorągwie wysunęły się za daleko i najprawdopodobniej wpadły w zasadzkę. Przypuszcza się, że wówczas Tatarzy mogli pojmać jeńców i uzyskać od nich bliższe informacje o obozie i siłach polskich.
W tym samym czasie w obozie doszło do buntu części oddziałów jazdy (wśród powodów było zaleganie z żołdem i brak zaufania do Kalinowskiego). Po pierwszym dniu walk hetman zwołał nocną naradę starszyzny wojskowej. Zygmunt Przyjemski proponował, aby hetman z jazdą wydostał się z obozu udając się (najprawdopodobniej) do Kamieńca, gdzie po przegrupowaniu miano przygotować odsiecz. Przyjemski, jako doświadczony oficer, radził pomniejszyć obóz i okopać się w nim jedynie z piechotą i artylerią. Hetman zdecydował jednak o pozostaniu w obozie i dalszej walce, nie ograniczając też jego wielkości, co wywołało niezadowolenie wśród wojska. Nie wiadomo dokładnie, czy Polacy mieli już orientację co do wielkości sił Chmielnickiego i jego położenia; prawdopodobnie nie, gdyż Kalinowski wcześniej nie dokonał rozpoznania.
W kolejnym dniu walk (2 czerwca) tyłów obozu bronił Zygmunt Przyjemski z regimentami cudzoziemskimi, zaś czoła hetman Kalinowski z częścią piechoty i jazdą. Tyły obozu zaatakowali Kozacy, a czoło Tatarzy. W najpewniej dramatycznej sytuacji Przyjemski wysłał do Kalinowskiego prośbę o pomoc, której hetman nie spełnił, sam będąc w trudnej sytuacji. Artyleria polska nie mogła prowadzić ognia, gdyż raziłaby własne oddziały jazdy. Gdy część oddziałów się zbuntowała, Kalinowski wydał tragiczną decyzję nakazując piechocie cudzoziemskiej otworzyć ogień do zbuntowanych dla przywrócenia porządku. Z powstałego zamieszania skorzystali Kozacy przystępując do generalnego szturmu. Rannego w tej fazie bitwy hetmana zastąpił Marek Sobieski.
W dramatycznej sytuacji w obozie wybuchł jeszcze pożar (zapaliły się stogi siana). Zacięty opór stawiały regimenty cudzoziemskie pod dowództwem Przyjemskiego, zamknięte pomiędzy pożarem a Kozakami, dowodzonymi na tym odcinku prawdopodobnie przez Tymofieja Chmielnickiego. Prawdopodobnie wówczas hetman Kalinowski walczący z Tatarami usiłował wyłamać się z obozu w otoczeniu części doborowej piechoty. Kiedy dotarła do niego wiadomość, że w lesie poza obozem Tatarzy pojmali jego syna Samuela, próba odbicia go zakończyła się śmiercią hetmana. Miał zginąć walcząc dzielnie (jak podają nieliczne źródła), co nie umniejsza jego licznych błędów i ogólnej winy ponoszonej za klęskę.

## Masakra jeńców
Drugiego dnia po bitwie Bohdan Chmielnicki osobiście wydał rozkaz wymordowania polskich jeńców wojennych. 3–4 czerwca zginęło prawdopodobnie 3500 żołnierzy i oficerów, stanowiących ówczesną elitę wojskową Rzeczypospolitej i w większości pochodzących z bogatej szlachty. Liczbę ocalałych z pogromu szacuje się na ok. 1500-2000.
Rzezi dokonywano następująco: związanych jeńców po kilku wyprowadzano na wyznaczony plac (majdan), na którym Kozacy i Tatarzy nogajscy podrzynali Polakom gardła lub ścinali głowy; niektórych jeńców zakłuwano też pikami. Kaźń odbywała się w obecności pozostałych pojmanych, oczekujących z kolei na swą śmierć. Ciał ofiar nie grzebano.